# ممدو دیا
ممدو دیا ( زادهٔ ۱۸ ژوئیه ۱۹۱۰ – درگذشتهٔ ۲۵ ژانویه ۲۰۰۹) یک سیاست‌مدار اهل سنگال که از ۱۸ مه ۱۹۵۷ تا ۱۸ دسامبر ۱۹۶۲ نخست‌وزیر این کشور بود.